# 瓦格納 (蒙大拿州)
瓦格納（英語：Wagner）是位於美國蒙大拿州菲利普斯縣的非建制地區。

## 歷史
瓦格納的郵局於1901年設立，1905年關閉後於翌年重啟，最終於1986年停運。

## 地理
瓦格納所處的海拔為高於海平面698米（即2290英呎），而該地所採用的時區為UTC-6，即北美山地時區（MST）。同時該地設有夏令時間，為UTC-7調快一小時，即UTC-6（MDT）。